# Poitevine (race caprine)
Pour les articles homonymes, voir Poitevin.
La poitevine est une race caprine originaire du Centre-Ouest de la France. Elle présente un pelage long de couleur brune marqué de blanc au ventre, aux pattes et la tête. Très nombreuse autrefois en Poitou, pays de fromage de chèvre par excellence, elle a été victime d'une épidémie de fièvre aphteuse au début du XXe siècle. Après des abattages massifs, les troupeaux ont été reconstitués par des alpines et saanens. Elle tente de reconquérir sa place, mais la sélection opérée sur ses concurrentes et dont elle n'a pas bénéficié en font une race locale protégée, mais moins productive. Elle produit tout de même environ 550 litres de lait de très bonne qualité. Il y aurait environ 2 600 chèvres poitevines réparties dans 125 élevages en 2011.

## Origine
La poitevine est originaire du bassin niortais, aux alentours de la Sèvre, dans le Centre-Ouest de la France, une région où la production caprine est très ancienne, et toujours très présente de nos jours. Selon la légende, cette chèvre serait la descendante des caprins apportés dans la région par les sarrasins, avant qu'ils ne soient repoussés en 732 par Charles Martel à Poitiers. Le zootechnicien André Sanson rattache quant à lui la race aux chèvres du Massif central.
Les chèvres poitevines étaient plus de 40 000 au début du XXe siècle dans de petits troupeaux traditionnels. Toutefois, ce cheptel est très fortement touché par une épizootie de fièvre aphteuse en 1925, et la plupart des troupeaux sont véritablement décimés. Le troupeau local est reconstitué avec des chèvres alpines, qui se trouvent alors en concurrence directe avec les dernières poitevines et prennent rapidement l'ascendant, suivies des saanens. Ces deux races s'imposent dans la région, et les poitevines voient leurs effectifs décroître de plus en plus. On ne dénombre plus que 2 600 femelles aujourd'hui en France.

## Description

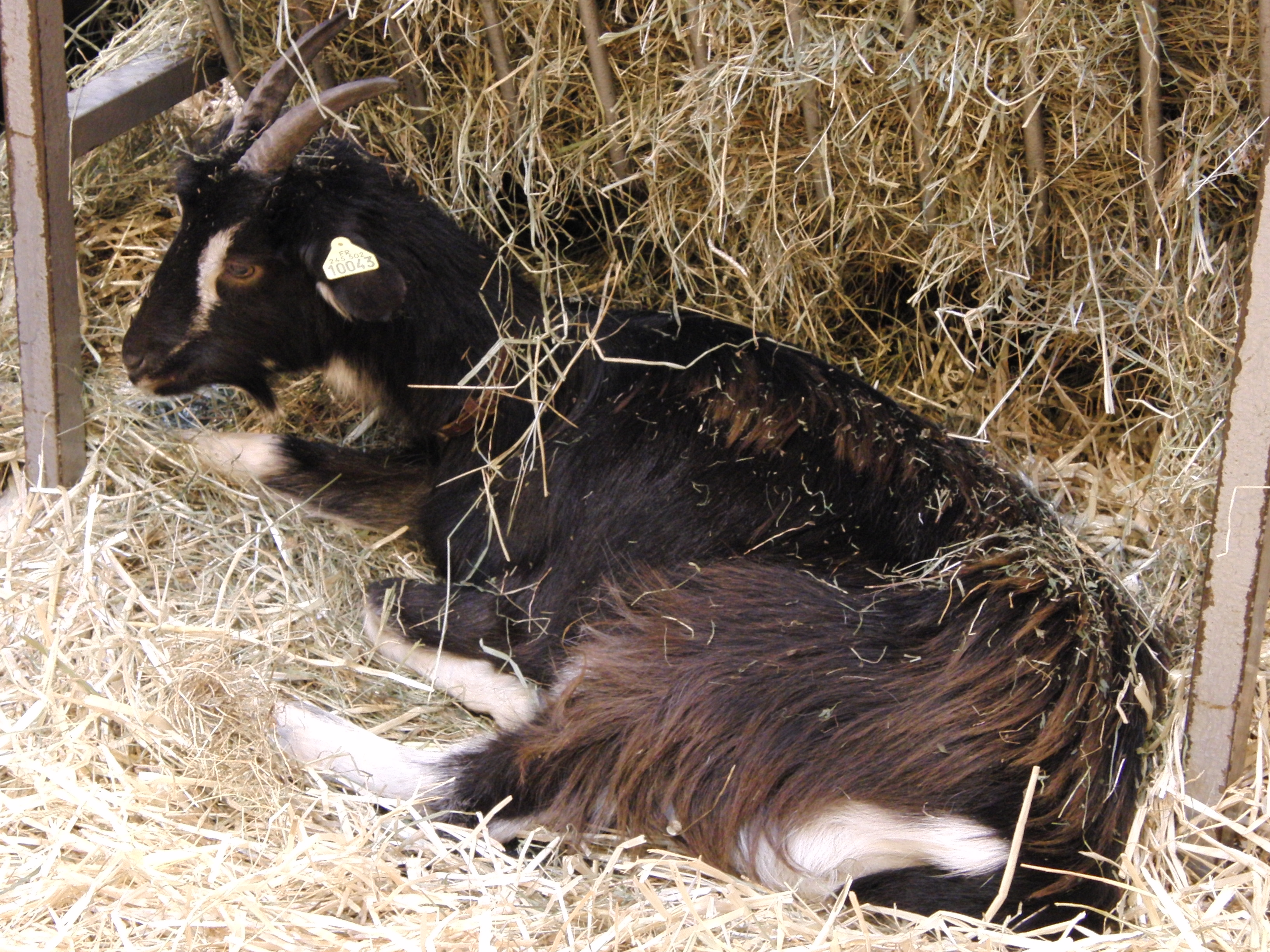
Chèvre poitevine.

La poitevine est une chèvre de gabarit moyen et d’aspect longiligne. Les mâles pèsent entre 55 et 75 kg, et les femelles mesurent 70 à 80 cm pour un poids de 50 à 70 kg. Elle a un dos long et droit et une poitrine profonde. Ses onglons sont bien noirs et très résistants. Sa robe est généralement de couleur brune, plus ou moins foncée. Toutefois on rencontre également parfois des chèvres à la robe presque noire que l'on dit « en cape de Maure ». Cette robe est constituée de poils demi-longs sur le dos et les cuisses. Elle est nettement plus claire sur la face intérieure des membres et sous le ventre et la queue. La tête est sombre avec deux lignes blanches de chaque côté du chanfrein, partant des oreilles et allant jusqu'au museau. Elle est fine et triangulaire. La chèvre poitevine peut avoir des cornes, mais ce n'est pas le cas de tous les animaux. Il en est de même pour la barbiche et les pampilles.

## Aptitudes
La poitevine est une race qui présente une bonne production laitière, même si elle reste inférieure à celle de l'alpine et la saanen. Elle s'élève en moyenne à 538 kg en 249 jours pour les animaux participant au contrôle laitier. Les taux sont corrects également, puisque le taux protéique est de 30,7 g/kg, et le taux butyreux de 35,9 g/kg. Ce lait est apprécié pour ses grandes qualités fromagères. D'ailleurs, une étude menée par l'INRA en 1994, a montré que les allèles « forts » et « moyens » exprimant la synthèse de caséine alpha S1, qui est particulièrement intéressante pour la transformation fromagère, étaient très fréquents chez la poitevine (85 % des animaux) alors qu'ils sont plus rares chez les deux principales races sélectionnée (54 %). Par ailleurs le variant B1, qui fait partie des allèles dits forts et que l'on trouve majoritairement chez la poitevine, semble être l'allèle originel des ancêtres des chèvres européennes, preuve de la primitivité de la race, que certains décrivent comme « la dernière représentante d’un type indigène commun ». La poitevine est également réputée pour son aptitude à valoriser les pâturages et les fourrages grossiers.

## Élevage
Aujourd'hui encore de nombreux éleveurs détenteurs de chèvres poitevines ont seulement quelques chèvres pour produire du lait et des fromages pour leur consommation personnelle. Les élevages professionnels, au nombre de 47 en 2007, sont majoritairement des élevages d'éleveurs transformateurs qui commercialisent des fromages. La moitié environ a uniquement des chèvres poitevines. Cette chèvre est souvent conduite de manière intensive avec une complémentation d'aliments concentrés importantes, à la manière de l'alpine et la saanen.

## Sauvegarde
L'Association de Défense et de Développement de la Chèvre Poitevine est chargée de la mise en application du programme de sauvegarde de la race depuis sa fondation en 1986, alors que l'on ne compte plus que 600 animaux inscrits au livre généalogique. Elle est épaulée dans ce but par divers partenaires, parmi lesquels le Parc interrégional du Marais poitevin, qui a lancé son propre plan de sauvegarde et met un animateur au service de ce programme depuis 1994, l'Institut de l'Élevage, le Ministère de l'Agriculture ou encore Caprigène, chargés du schéma de sélection. L'animateur au service du programme de sélection est entre autres chargé d'assurer un suivi technique des exploitations, de faire le tour des élevages détenteurs de chèvres poitevines chaque année pour faire un point sur la situation et de représenter l'association lors de manifestations.
La sélection de la chèvre poitevine est surtout orientée vers le maintien d'une variabilité génétique suffisante. Pour cela, l'animateur du programme est chargé de veiller à ce que les accouplements soient faits de manière satisfaisante entre animaux non apparentés. De plus en plus, au fur et à mesure que les effectifs augmentent, les éleveurs souhaitent également que des efforts soient faits sur la production des chèvres, et notamment sur la quantité et la qualité du lait produit, qui sont les principaux objectifs de sélection à l'heure actuelle. Un certain nombre de boucs de la race sont disponibles en insémination artificielle, pour leur permettre d'être diffusés à grande échelle, et de changer un peu de souches pour les éleveurs.

## Diffusion
On la trouve dans 45 départements français, et quelques troupeaux sont également présents en Belgique et en Allemagne.

## La poitevine dans la culture
La chèvre poitevine est aujourd'hui représentée dans de nombreuses manifestations autour de l'élevage, parmi lesquelles le Salon international de l'agriculture, la foire exposition de Niort, la Fête du Parc du Marais Poitevin ainsi que dans divers petits comices locaux. C'est une des races emblématiques du Parc interrégional du Marais poitevin, créé en 1979.